# Extraction (film 2015)
Extraction è un film del 2015 diretto da Steven C. Miller.

## Trama
Dopo la morte di sua moglie, l'ex-agente della CIA Leonard Turner viene rapito da una piccola squadra di terroristi. Insieme a suo figlio Harry, che vuole anch'egli entrare nella CIA, ha sviluppato una super-arma, Condor. Harry inizia così il suo personale piano non autorizzato per riportare a casa il padre.